# آدام همتی
آدام همتی (زادهٔ ۲ بهمن ۱۳۷۳) بازیکن سابق فوتبال ایرانی-کانادایی است وی نوه سعید راد بازیگر سینما و تلویزیون ایران است. 

## دوران حرفه‌ای

### جوانان
او به مدت یک سال در باشگاه فوتبال جوانان تورنتو (کانادا) و چهار سال نیز برای رایرسون رامز بازی کرد.

### رایرسون رامز
او در ۱۳ بازی برای تیم فوتبال رایرسون رامز به میدان رفته و دو گل نیز زده‌است.

### نیس ب
او سابقه بازی در لیگ دسته دو فرانسه را دارد؛ همتی تنها در ۳ مسابقه برای نیس ب به میدان رفته‌است.

### پرسپولیس
آدام همتی پس از شرکت در تمرینات پرسپولیس به‌عنوان بازیکن تستی، در نهایت با قراردادی یک ساله به باشگاه فوتبال پرسپولیس پیوست. او برای نخستین‌بار در بازی پرسپولیس و ذوب‌آهن که با نتیجه ۴–۰ به‌سود سرخ‌پوشان پایان یافت، و در قالب مسابقات لیگ برتر خلیج فارس به‌میدان رفت. نخستین گل او برای پرسپولیس، در دیدار رفت این تیم با سپیدرود در لیگ هجدهم که با نتیجهٔ ۱–۰ به سود سرخ‌پوشان پایان یافت، به ثمر رسید.

### افتخارات
- قهرمانی در لیگ برتر فوتبال ایران ۹۸–۱۳۹۷ با تیم فوتبال پرسپولیس
- قهرمانی در لیگ برتر خلیج فارس با پرسپولیس ۹۷–۱۳۹۶
- قهرمانی در جام حذفی با پرسپولیس ۹۸–۱۳۹۷
- سوپر جام ۲ سال پیاپی با پرسپولیس ۹۸–۹۷ و ۹۷–۹۶
- نائب قهرمانی لیگ قهرمانان آسیا سال ۲۰۱۸ همراه پرسپولیس